# Anne de Polignac
Anne de Polignac (1495 – Verteuil-sur-Charente, 29 marzo 1554) è stata una nobildonna francese.

## Biografia
Anne, signora di Randan e Beaumont, era figlia e unica erede di Jean de Polignac (1443-1500), visconte di Polignac, e di Jeanne de Chambes, figlia di Giovanni II di Chambes.

## Discendenza
Anne sposò in prime nozze il condottiero Charles de Bueil (1497-1515), morto nella battaglia di Marignano del 1515, dal quale ebbe un figlio, Jean VI de Bueil (1515-1537). Divenuta vedova a 19 anni, Anne de Polignac si risposò il 5 febbraio 1518 con Francesco II de La Rochefoucauld (1494-1533), conte di La Rochefoucauld, principe di Marcillac (1500), barone di Verteuil.

## Celebrazioni
Il poeta Matteo Bandello ha dedicato ad Anne de Polignac la Novella XL della Seconda parte (1554).